# Ramon Xirau i Subias
Ramon Xirau i Subias (Barcelona, 1924 - Ciutat de Mèxic, 26 de juliol de 2017) fou un filòsof i poeta mexicà d'origen català, fill de Joaquim Xirau i Palau i nebot d'Antoni Xirau i Palau.

## Biografia
En acabar la guerra civil espanyola es va exiliar a Mèxic amb la seva família. Es graduà en filosofia a la Universitat Nacional Autònoma de Mèxic (UNAM) el 1947, on de 1950 al 1970 dirigí el Departament de Filosofia.
Molt lligat al món de la filosofia i la cultura mexicanes, ha fundat i dirigit la revista Diálogos (1964-1985), ha estat sotsdirector del Centro Mexicano de Editores i membre del Colegio Nacional des de 1973, on col·laborà a la prestigiosa revista Vuelta, que fou dirigida per Octavio Paz, gran amic seu.
El seu pensament filosòfic es va veure influït per l'existencialisme i el personalisme. Alhora fou un gran coneixedor de la literatura espanyola i hispanoamericana, fent crítica literària sobre sor Juana Inés de la Cruz i el seu amic Octavio Paz. La seva poesia va rebre influències d'autors com ara Joan Maragall, Paul Éluard, Agustí Bartra i Friedrich Hölderlin, i del simbolisme. El 1984 fou nomenat doctor honoris causa per la Universitat Autònoma de Barcelona, i el 1997 va rebre la Creu de Sant Jordi de la Generalitat de Catalunya.
En recordança al seu fill Joaquim, mort prematurament, el 2012 el "Fondo Xirau Icaza" i el Colegio de México crearen el 2012 el "Premio Joaquín Xirau Icaza", dotat amb 250.000 pesos, que s'havia de concedir a anys alternats a una obra de poesia i a una d'economia. En la seva primera edició recaigué en la poetessa mexicana Paula Abramo.

## Obres

### Filosofia
- Duración y existencia (1946)
- Palabra y silencio (1948)
- El sentido de la presencia (1953)
- El péndulo y la espiral (1959)
- Introducción a la historia de la filosofía (1964)
- The Nature of Man (1968) amb Erich Fromm
- Epígrafes y comentarios (1985)
- Tiempo vivido (1985)

### Poesia
- Deu poemes (1951)
- L'espill soterrat (1955)
- Les platges (1974)
- Graons (1979)
- Dit i descrit (1983)
- Ocells (1986)
- Natures vives (1991)
- Poesia completa (1996)
- Indrets del temps (1999)